# Proussy
Proussy és un municipi francès situat al departament de Calvados i a la regió de Normandia. L'any 2007 tenia 407 habitants.

## Demografia

### Població
El 2007 la població de fet de Proussy era de 407 persones. Hi havia 148 famílies de les quals 32 eren unipersonals (20 homes vivint sols i 12 dones vivint soles), 48 parelles sense fills, 60 parelles amb fills i 8 famílies monoparentals amb fills.
La població ha evolucionat segons el següent gràfic:
Habitants censats

### Habitatges
El 2007 hi havia 176 habitatges, 152 eren l'habitatge principal de la família, 15 eren segones residències i 9 estaven desocupats. 175 eren cases i 1 era un apartament. Dels 152 habitatges principals, 128 estaven ocupats pels seus propietaris, 23 estaven llogats i ocupats pels llogaters i 1 estava cedit a títol gratuït; 1 tenia una cambra, 9 en tenien dues, 27 en tenien tres, 36 en tenien quatre i 79 en tenien cinc o més. 137 habitatges disposaven pel capbaix d'una plaça de pàrquing. A 55 habitatges hi havia un automòbil i a 88 n'hi havia dos o més.

### Piràmide de població
La piràmide de població per edats i sexe el 2009 era:
| Homes | Edats   | Dones |
| ----- | ------- | ----- |
| 0     | 95 o +  | 0     |
| 4     | 90 a 94 | 0     |
| 0     | 85 a 89 | 8     |
| 0     | 80 a 84 | 8     |
| 12    | 75 a 79 | 8     |
| 4     | 70 a 74 | 12    |
| 12    | 65 a 69 | 4     |
| 0     | 60 a 64 | 8     |
| 8     | 55 a 59 | 8     |
| 12    | 50 a 54 | 12    |
| 4     | 45 a 49 | 4     |
| 20    | 40 a 44 | 12    |
| 8     | 35 a 39 | 12    |
| 24    | 30 a 34 | 16    |
| 16    | 25 a 29 | 12    |
| 8     | 20 a 24 | 0     |
| 8     | 15 a 19 | 12    |
| 12    | 10 a 14 | 12    |
| 8     | 5 a 9   | 16    |
| 8     | 0 a 4   | 0     |

## Economia
El 2007 la població en edat de treballar era de 252 persones, 185 eren actives i 67 eren inactives. De les 185 persones actives 171 estaven ocupades (92 homes i 79 dones) i 14 estaven aturades (6 homes i 8 dones). De les 67 persones inactives 28 estaven jubilades, 21 estaven estudiant i 18 estaven classificades com a «altres inactius».

### Ingressos
El 2009 a Proussy hi havia 149 unitats fiscals que integraven 405 persones, la mediana anual d'ingressos fiscals per persona era de 16.763 €.

### Activitats econòmiques
Dels 11 establiments que hi havia el 2007, 1 era d'una empresa extractiva, 1 d'una empresa alimentària, 3 d'empreses de construcció, 4 d'empreses de comerç i reparació d'automòbils, 1 d'una empresa financera i 1 d'una empresa de serveis.
Dels 3 establiments de servei als particulars que hi havia el 2009, 2 eren fusteries i 1 lampisteria.
L'any 2000 a Proussy hi havia 25 explotacions agrícoles que ocupaven un total de 896 hectàrees.

## Poblacions més properes
El següent diagrama mostra les poblacions més properes.